# 提比里斯動物園
提比里斯動物園是喬治亞歷史最久，規模最大的動物園。

## 历史
位於喬治亞首都提比里斯，成立於1927年。在2015年6月14日，提比里斯動物園遭遇大洪水的侵襲，許多動物死亡或逃出動物園。在洪水之前動物園面積約120公頃，擁有約300種來自高加索和世界各地的動物。提比里斯市議會在1927年決定設立提比里斯動物園於。在1970年代時，動物園飼養超過1000種動物，每年有50多萬人參觀。但蘇聯解體之後，動物園受到衝擊。1993年，超過一半的動物因飢餓和寒冷死亡。2000年代後期之後，動物園有所恢復，修建了水族館。

## 外部連結
- Official website （页面存档备份，存于） （格鲁吉亚文）

41°42′47″N 44°46′37″E / 41.713°N 44.777°E